# Моргантон (Џорџија)
Моргантон (Џорџија) (енгл. Morganton) град је у америчкој савезној држави Џорџија. По попису становништва из 2010. у њему је живело 303 становника.

## Демографија
Према попису становништва из 2010. у граду је живело 303 становника, што је 4 (1,3%) становника више него 2000. године.
| Група             | 2000.       | 2010.       |
| Белци             | 297 (99,3%) | 299 (98,7%) |
| Афроамериканци    | 0 (0,0%)    | 0 (0,0%)    |
| Азијати           | 0 (0,0%)    | 0 (0,0%)    |
| Хиспаноамериканци | 1 (0,3%)    | 1 (0,3%)    |
| Укупно            | 299         | 303         |